# Concierto para piano n.º 16 (Mozart)
El Concierto para piano n.º 16 en re mayor, K. 451, es una obra concertante para piano, y orquesta de Wolfgang Amadeus Mozart. 

## Historia
Mozart compuso el concierto para ser interpretado en una serie de actuaciones en Viena en el Trattnerhof y el Burgtheater en el primer cuarto del año 1784, donde él mismo fue solista en alguna ocasión. Mozart anotó su concierto como terminado el 22 de marzo de 1784 en su catálogo temático, e interpretó esta obra con posterioridad a este mes. Cliff Eisen ha postulado que está interpretación pudo haber tenido lugar el 31 de marzo de 1784.

## Estructura
La obra está escrita para piano solo, flauta, dos oboes, dos fagotes, dos trompas, dos trompetas, timbales y cuerdas. 
Consta de tres movimientos:
1. Allegro assai.
2. Andante, en sol mayor.
3. Allegro di molto.

Diana McVeigh ha comentado acerca de la división de los temas en el primer movimiento del concierto, en el contexto de las relaciones entre el solista y la orquesta. M. S. Cole ha observado la costumbre de Mozart de cambiar la medida en la coda del finale, comenzando en el compás 315, desde 2/4 hasta 3/8, y las subsiguientes transformaciones temáticas. Joel Galand ha apuntado que el finale, en forma de rondó/ritornello, evita una nueva reentrada del tema.